# سیارک ۲۶۵۷۵
سیارک ۲۶۵۷۵ (به انگلیسی: 26575 Andreapugh، نامگذاری:2000ES89)۲۶۵۷۵مین سیارک کشف شده‌است که در ۰۹ مارس ۲۰۰۰ کشف شد.